# Onyaanya

Wahlkreiskarte von Onyaanya

Onyaanya ist eine Ansiedlung und Kreiszentrum des gleichnamigen Wahlkreises in der Region Oshikoto im Norden Namibias. Der Wahlkreis hat auf einer Fläche von 731 Quadratkilometer 20.800 Einwohner (Stand 2011).
Der ehemalige Premier- und Verteidigungsminister Namibias Nahas Angula wurde in Onyaanya geboren.
Onyaanya verfügt unter anderem über ein Gesundheitszentrum.